# Burlesque: Original Motion Picture Soundtrack
Burlesque: Original Motion Picture Soundtrack – ścieżka dźwiękowa z filmu Burleska (2010), wyreżyserowanego przez Steve’a Antina. Album wyprodukowany został głównie przez Christophera „Tricky’ego” Stewarta, a zawiera utwory nagrane przez piosenkarki popowe Christinę Aguilerę i Cher, które w filmie wystąpiły w rolach głównych. Premiera krążka nastąpiła 19 listopada 2010 roku.
Album uzyskał zasadniczo pozytywne opinie krytyków muzycznych oraz spotkał się z umiarkowanym sukcesem komercyjnym. W 2012 został nominowany do nagrody Grammy w kategorii najlepszy soundtrack kompilacyjny − media wizualne.

## Informacje o albumie
O realizacji soundtracku do filmu Burleska (Burlesque, 2010) jako pierwszy zawiadomił dziennik USA Today, który podał do informacji, że ścieżka dźwiękowa składać będzie się z dwunastu utworów muzycznych. Ostatecznie liczbę tę zredukowano do dziesięciu. Nad kompozycjami zawartymi na albumie pracowali między innymi Sia Furler i wykonawczyni Christina Aguilera (która gotowy materiał wyprodukowała wykonawczo) oraz producenci muzyczni Tricky Stewart, Claude Kelly i Danja. Dwaj pierwsi zajęli się produkcją albumu Bionic (2010) Aguilery, a po ukończeniu prac nad krążkiem, wyjawili, że z Aguilerą kolaborować będą także nad soundtrackiem do jej debiutanckiego projektu filmowego, ostatecznie zatytułowanym Burlesque: Original Motion Picture Soundtrack.
Stewart i Kelly napisali wspólnie z Aguilerą dwie piosenki: „Express” oraz „Show Me How You Burlesque”. Obydwie są tanecznymi kompozycjami rhythm-and-bluesowymi, pierwsza z nich w wykonaniu odwołuje się do materiału z krążka Bionic, zawierając w sobie elementy elektroniki. Stewart wyprodukował pięć utworów znajdujących się na albumie, w tym „Something’s Got a Hold on Me” i „Tough Lover”, oba stanowiące covery popularnych singli Etty James pod tymi samymi tytułami. Ponadto pomocniczo pracował nad innymi kompozycjami. Kelly, poza wymienionymi, napisał także jeszcze jedną piosenkę, która została odrzucona z finalnej edycji wydawnictwa. Z Aguilerą nad albumem Bionic współpracowali również Sia Furler i Samuel Dixon, którzy na soundtrack napisali balladę „Bound to You”, a nad albumem debiutanckim − Diane Warren, która z kolei napisała piosenkę „You Haven’t Seen the Last of Me”, wykonywaną (jako jedną z dwóch utworów na albumie) przez Cher. Kolaboracja Warren z Cher miała wcześniej miejsce już w 1989, kiedy to efekt ich pracy, singel „If I Could Turn Back Time”, stał się światowym przebojem. Utwór nagrany został przez Cher jako pierwszy od siedmiu lat.
Wśród gatunków zawartych na albumie dominują R&B oraz soul, lecz piosenki zrealizowane są w popowym stylu. „But I Am a Good Girl” to utwór swingowy, nasuwający skojarzenie z singlem Aguilery „Candyman” (2007). Nagranymi w konwencji retro są również kompozycje „Something’s Got a Hold on Me”, „Tough Lover” i „Guy What Takes His Time”. „Bound to You” i „You Haven’t Seen the Last of Me” to balladyczne piosenki popowe; pierwsza z nich opiera się na schemacie metrycznym i wolnych ruchach kilkudziesięciu uderzeń na minutę, druga jest balladą energiczną, pop-rockową. W klimacie krążka Bionic Aguilery powstały dwie piosenki: elektroniczno-rhythmandbluesowa „Express” oraz electrorockowa „The Beautiful People”, będąca coverem szlagiera grupy Marilyn Manson.
Aguilera wyznała, że chciała, by soundtrack przypominał jej piąty album studyjny, Back to Basics (2006), lecz jednocześnie łączył „dźwięki nowoczesne z old-schoolowymi”. W wywiadzie dla magazynu Billboard artystka powiedziała, że jej ulubionym utworem z krążka jest ballada „Bound to You”.

## Wydanie i promocja
Właściwa promocja soundtracku, jak i filmu, z którego materiał pochodził, ruszyła latem 2010 roku. W sierpniu ukazało się kilka teaserów filmu Burleska oraz teledysk do niesinglowego utworu „Something’s Got a Hold on Me” w wykonaniu Christiny Aguilery. Klip, wzbogacony o sceny z Burleski, wyreżyserował Steve Antin, reżyser filmu. Wczesną jesienią w sieci pojawiły się utwory „But I Am a Good Girl” oraz „You Haven’t Seen the Last of Me”, a sklepy internetowe, w tym Sony's Music Digital Store, wyszły z inicjatywą opcji przedwczesnego zamówienia ścieżki dźwiękowej w systemie digital download. Możliwość internetowego zakupu albumu przysługiwała internautom z całego świata i wzbudziła wielkie zainteresowanie.
11 listopada Cher promowała film i ścieżkę dźwiękową w talk-show Late Show with David Letterman. 18 listopada w programie The Jay Leno Show gościem Leno była Christina Aguilera; artystka udzieliła prowadzącemu wywiadu oraz odśpiewała balladę „Bound to You”. Nazajutrz z wokalistką przeprowadzony został kolejny telewizyjny wywiad, tym razem przez Ellen DeGeneres. U DeGeneres Aguilera zaprezentowała cover „Something’s Got a Hold on Me”. 21 listopada wystąpiła z utworem „Express” podczas 38. gali wręczenia nagród American Music Awards i jeszcze tej samej nocy zaśpiewała „Somethings Got a Hold on Me” oraz udzieliła wywiadu związanego z filmem i soundtrackiem w autorskim talk-show Conana O’Briena, Conan. Wkrótce potem, 23 listopada, Aguilera pojawiła się w trakcie finałowego odcinka jedenastej edycji programu rozrywkowego Dancing with the Stars, po raz pierwszy wykonując publicznie piosenkę „Show Me How You Burlesque”. 11 grudnia 2010 artystka gościła w talent show The X-Factor brytyjskiej stacji telewizyjnej ITV. Po wspólnym wykonaniu swojego przeboju „Beautiful” z finalistką programu Rebeccą Ferguson, Aguilera odśpiewała piosenkę „Express”. Indywidualny występ wokalistki przypominał ten, który miał miejsce trzy tygodnie wcześniej podczas American Music Awards.
Światowa premiera albumu miała miejsce 19 listopada 2010 roku, wówczas ścieżkę dźwiękową wydano w Niemczech. W Polsce, podobnie, jak w Stanach Zjednoczonych i Wielkiej Brytanii, album wydany został trzy dni później, 22 listopada. Listopadem wydawnictwo opublikowano w Polsce w edycji limitowanej, między innymi w sieci salonów EMPiK; dopiero 7 lutego 2011 odbyła się ogólnokrajowa premiera krążka w sklepach muzycznych.

## Przyjęcie
| Album of the Year    | 63/100    |
| AllMusic             | [ 26 ]    |
| AxunArts             | [ 27 ]    |
| Billboard            | [ 28 ]    |
| Entertainment Weekly | (B)       |
| New York Daily News  | [ 30 ]    |
| Orange.pl            | pozytywna |
| Slant Magazine       | [ 32 ]    |

### Opinie
Reakcje krytyków muzycznych na album były w przeważającej ilości pozytywne. Eric Henderson, recenzent Slant Magazine, wydał korzystną recenzję i podsumował soundtrack jako „zbiór skocznych coverów w stylu post-disco”. Konkludując, pochwalił głównie taneczne utwory, przekształcające, swoim zdaniem, Aguilerę w „bioniczną Lady Marmalade”: „nieprzyzwoity, brzęczący i taneczny” „Express” oraz „wyjątkowo dziwaczną”, charakteryzującą się wysoką ilością uderzeń na minutę nową aranżację utworu „The Beautiful People” grupy Marilyn Manson, którą „nawet Baz Luhrmann uznałby za zbyt kontrowersyjną”. Również Stephen Thomas Erlewine (AllMusic) docenił ścieżkę dźwiękową. Płytę uznał za zakończenie ery albumu Bionic (2010) oraz udany powrót do etapu krążka Back to Basics (2006) Aguilery. Zauważywszy wartości produkcji muzycznej oraz spektakularność kompozycji, pamflecista napisał: „Niektóre z tych utworów są naprawdę dobre, szczególnie, gdy Christina kręci swymi biodrami na wzór Etty, przywodząc na myśl całą radość, jaką obdarzyła nas w singlu 'Ain’t No Other Man'”. Według Leah Greenblatt (Entertainment Weekly), „soundtrack (...) oferuje bezwstydny miks ballad, broadwayowskich kabaretów oraz boogie-woogie rodem z zaplecza klubu burleski”, a Aguilera „w utworach retro przypominających te z albumu Back to Basics brzmi o wiele bardziej satysfakcjonująco niż na swym ostatnim futurystycznym niewypale Bionic”. Mariusz Leśniowski (orange.pl) pisał: „Twórcy zamarzyli o tym, aby na poczciwej płycie kompaktowej upchnąć tyle muzycznych gatunków, ilu ostatnio upycha się pasażerów do jednego pociągu. Rzecz na Zachodzie − wydawałoby się − nieosiągalna. Powiedzieć więc o albumie, że jest eklektyczny, to nie powiedzieć nic. (...) Burlesque spełnia wszystkie formalne wymogi gatunku: jest parodystyczna, lubieżna i pełna przepychu.”
Mateusz Kołodziej z serwisu AxunArts docenił ducha albumu. „Kabaretowy, lekko parodiujący operetkę klimat XIX-wiecznych klubów rodem ze Stanów Zjednoczonych w połączeniu z ewidentnym pomysłem na ścieżkę dźwiękową dał ciekawe efekty w postaci 'Something’s Got a Hold on Me', 'The Beautiful People', 'Express' (wszystkie wykonywane przez Aguilerę) i najlepszym na krążku 'Welcome to Burlesque' śpiewanym przez Cher” − pisał, typując także najbardziej interesujące, swoim zdaniem, piosenki z płyty. Kerri Mason z Billboardu doceniła efekt współpracy dwóch uzdolnionych wokalistek oraz wydała pochlebne umówienia albumowym balladom.
Jedną z mniej przychylnych recenzji wydał Jim Farber, który w swym omówieniu dla tabloidu New York Daily News wycenił krążek na . Wielu recenzentów doceniło powrót Cher do branży muzycznej oraz jej balladę „You Haven’t Seen the Last of Me”.

### Sprzedaż
W Stanach Zjednoczonych album sprzedał się w ilości sześćdziesięciu trzech tysięcy egzemplarzy w przeciągu pierwszego tygodnia od daty swojej premiery, co zaowocowało jego debiutem na pozycji #18 w notowaniu Billboard 200. Tygodniowy nakład tego typu w przypadku ścieżki dźwiękowej uznaje się za sukces. Debiutancka pozycja na prestiżowej amerykańskiej liście była najwyższą, jaką album odnotował. Burlesque OST był sukcesem w krajach Europy niemieckojęzycznej. W Niemczech, na liście Media Control Top 100 Albums, soundtrack startował z miejsca siedemnastego, by w tydzień później uplasować się na szczytnym miejscu dwunastym. W zestawieniach przebojów albumowych Austrii i Szwajcarii objął pozycje #5 i #8.
W Australii album objął miejsce #2 listy ARIA Top 100 Albums, a także zyskał szczyt zestawienia najchętniej kupowanych cyfrowo płyt. W Nowej Zelandii na RIANZ Top 40 Albums Burlesque OST ulokowało się na szczytnej pozycji piątej, okazując się tym samym sukcesywniejszym wydawnictwem niż album studyjny Aguilery z 2010 Bionic, który zajął na tej samej liście szóste miejsce. Soundtrack przez dziewięć tygodni z rzędu utrzymywał się na szczycie zestawienia Top 100 International Albums tajwańskiego RIT-u; zajął też miejsce #4 listy Top 100 Main Albums tego samego wydawcy. Album ulokował się na miejscu ósmym notowania Oricon Top 100 Albums w Japonii oraz notowany był na innych listach przebojów, głównie w Europie.
W ciągu niespełna roku krążek pokrył się dwukrotną platyną na Tajwanie, a także złotem w Australii, Kanadzie i Stanach Zjednoczonych. W ostatnim z państw Burlesque OST było trzecim najlepiej sprzedającym się soundtrackiem roku 2011. Na całym globie sprzedano łącznie ponad milion egzemplarzy albumu, z czego około siedemset kopii wyprzedano w USA.

## Single
- Jako pierwszy singel z albumu opublikowany został utwór „Express”, wykonywany przez Christinę Aguilerę. Jego światowa premiera miała miejsce 3 listopada 2010 roku na antenie radiostacji KIIS-FM[48], wkrótce potem singel opublikowano w formacie digital download[49]. „Express” uplasował się na pozycji #2 na Billboard Bubbling Under Hot 100 (liście stanowiącej rozszerzenie prestiżowego notowania Billboard Hot 100)[37], miejscu #58 na Australian Top 50 Singles[36] oraz miejscu #75 na UK Singles Chart[37]. W zestawieniu stu najpopularniejszych singli w Japonii, Japan Hot 100, zdobył pozycję #32[50].
- Wykonywany przez Cher „You Haven’t Seen the Last of Me”, drugi singel promujący soundtrack, objął pozycję #1 w zestawieniu Billboard Hot Dance Club Songs[37]. Promo wydano 14 grudnia 2010, premiera maxi-singla CD odbyła się w styczniu 2011.
- Z powodu swojej nominacji do Złotego Globu, kolejnym, trzecim singlem została ballada „Bound to You” Christiny Aguilery. Promo singla wydano 17 grudnia 2010.
- 4 lutego 2011 wydany został trzeci oficjalny, a czwarty w ogóle singel promujący ścieżkę dźwiękową − „Show Me How You Burlesque”. Utwór debiutował na pozycjach #26, #33, #70, #89 i #92 w kolejnych notowaniach: Swiss Top 100 Singles, New Zealand Top 40 Singles, Billboard Hot 100, German Top 100 Singles i Canadian Hot 100[36][37][51]. Wszystkie te pozycje były najwyższymi, jakie odnotował, z wyjątkiem pozycji na New Zealand Top 40 Singles. W zestawieniu singlowych przebojów Nowej Zelandii piosenka „Show Me How You Burlesque” stała się nieoczekiwanym hitem, plasując się na szczytnym miejscu ósmym[37].

### Inne piosenki notowane na listach przebojów
W lutym 2011 wykonywany przez Aguilerę utwór „The Beautiful People” notowany był w zestawieniu Hong Kong Top 20 Singles na szczytnym miejscu #1, zaś „Welcome to Burlesque” Cher − objął pozycje #2 listy Armenian Singles Chart oraz #4 notowania Latvian Airplay Chart.

## Lista utworów
Lista utworów, które znajdują się na albumie Burlesque: Original Motion Picture Soundtrack, została podana do informacji fanów na oficjalnej stronie internetowej Christiny Aguilery dnia 30 października 2010 roku.
| Numer | Tytuł                             | Wykonawca          | Autor | Producent                      | Czas trwania |
| ----- | --------------------------------- | ------------------ | --- | ------------------------------ | ------------ |
| 1.    | „Something’s Got a Hold on Me”    | Christina Aguilera | Etta James, Leroy Kirkland, Pearl Woods | Tricky Stewart                 | 3:04         |
| 2.    | „Welcome to Burlesque”            | Cher               | Charlie Midnight, John Patrick Shanley, Matthew Gerrard, Steve Lindsey                                                                                               | Matthew Gerrard, Steve Lindsey | 2:46         |
| 3.    | „Tough Lover”                     | Christina Aguilera | James, Joe Josea | Tricky Stewart                 | 2:00         |
| 4.    | „But I Am a Good Girl”            | Christina Aguilera | Alain Bernardini, Jacques Morali, Steven Antin | Tricky Stewart                 | 2:29         |
| 5.    | „Guy What Takes His Time”         | Christina Aguilera | Ralph Rainger | Linda Perry                    | 2:43         |
| 6.    | „Express”                         | Christina Aguilera | Christina Aguilera, Christopher Stewart, Claude Kelly | Tricky Stewart                 | 4:20         |
| 7.    | „You Haven’t Seen the Last of Me” | Cher               | Diane Warren | Matt Serletic                  | 3:30         |
| 8.    | „Bound to You”                    | Christina Aguilera | Aguilera, Samuel Dixon, Sia Furler | Samuel Dixon                   | 4:23         |
| 9.    | „Show Me How You Burlesque”       | Christina Aguilera | Aguilera, Stewart, Kelly | Tricky Stewart                 | 2:59         |
| 10.   | „The Beautiful People”            | Christina Aguilera | Ron Fair, Ester Dean, Stefanie Ridel, Tommy Lee James, Nicole Scherzinger, Laura Pergolizzi, Melvin K. Watson, Larry Summerville Jr., Marilyn Manson, Twiggy Ramirez | Ron Fair & The Phantom Boyz    | 3:32         |

## Nagrody i wyróżnienia
| Rok  | Ceremonia                                         | Nagroda                                            | Rezultat  |
| ---- | ------------------------------------------------- | -------------------------------------------------- | --------- |
| 2010 | St. Louis Gateway Film Critics Association Awards | najlepsza muzyka filmowa                           | Nominacja |
| 2012 | Grammy Awards                                     | najlepszy soundtrack kompilacyjny − media wizualne | Nominacja |
| 2012 | Japan Gold Disc Award                             | album soundtrackowy roku                           | Wygrana   |

## Pozycje na listach przebojów

### Notowania oficjalne
| Kraj/region       | Notowanie (2010/2011)        | Wydawca              | Najwyższa pozycja |
| ----------------- | ---------------------------- | -------------------- | ----------------- |
| Australia         | Top 100 Albums               | ARIA Charts          | 2                 |
| Australia         | Top 100 Digital Albums       | ARIA Charts          | 1                 |
| Australia         | Top 100 Physical Albums      | ARIA Charts          | 4                 |
| Austria           | Top 100 Albums               | Ö3 Austria Top 40    | 5                 |
| Belgia (Flandria) | Top 50 Albums                | Ultratop             | 86                |
| Brazylia          | Top 30 Albums                | ABPD                 | 18                |
| Czechy            | Top 50 Albums                | IFPI                 | 29                |
| Dania             | Top 40 Albums                | Tracklisten          | 38                |
| Francja           | Digital Albums               | SNEP                 | 28                |
| Francja           | Top 200 Albums               | SNEP                 | 108               |
| Grecja            | Top 75 Albums                | ΕΕΠΗ                 | 26                |
| Hiszpania         | Top 100 Albums               | PROMUSICAE           | 69                |
| Holandia          | Top 100 Albums               | MegaCharts           | 78                |
| Izrael            | Top 30 Digital Albums        | MusicaNeto           | 26                |
| Japonia           | Top 30 Western Albums        | Oricon               | 2                 |
| Japonia           | Top 100 Albums               | Oricon               | 8                 |
| Kanada            | Top 200 Albums               | Jam! Canoe/Billboard | 16                |
| Meksyk            | Top 100 Albums               | AMPROFON             | 11                |
| Niemcy            | Top 100 Albums               | Media Control Charts | 12                |
| Nowa Zelandia     | Top 40 Albums                | RIANZ                | 5                 |
| Polska            | Top 100 Albums               | ZPAV                 | 15                |
| Stany Zjednoczone | Billboard 200                | Billboard            | 18                |
| Stany Zjednoczone | Digital Albums               | Billboard            | 4                 |
| Stany Zjednoczone | Soundtracks                  | Billboard            | 1                 |
| Stany Zjednoczone | Tastemakers Albums           | Billboard            | 18                |
| Szwajcaria        | Top 100 Albums               | Schweizer Hitparade  | 8                 |
| Tajwan            | Top 20 Albums                | Five Music           | 1                 |
| Tajwan            | Top 100 International Albums | RIT                  | 1                 |
| Tajwan            | Top 100 Main Albums          | RIT                  | 4                 |
| Tajwan            | Top Western Weekly Albums    | KKBox                | 1                 |
| Wenezuela         | Top 40 Albums                | Recordland           | 7                 |
| Wielka Brytania   | Top 40 Compilation Albums    | OCC                  | 27                |
| Włochy            | Top 30 Compilation Albums    | FIMI                 | 14                |

| Kraj/region     | Notowanie (2015)         | Wydawca | Najwyższa pozycja |
| --------------- | ------------------------ | ------- | ----------------- |
| Wielka Brytania | Top 50 Soundtrack Albums | OCC     | 9                 |

### NotowaniaiTunes Store
| Kraj          | Pozycja |
| ------------- | ------- |
| Australia     | 1       |
| Austria       | 1       |
| Belgia        | 19      |
| Dania         | 9       |
| Finlandia     | 21      |
| Francja       | 11      |
| Hiszpania     | 5       |
| Holandia      | 28      |
| Irlandia      | 22      |
| Japonia       | 3       |
| Kanada        | 3       |
| Luksemburg    | 1       |
| Meksyk        | 1       |
| Niemcy        | 1       |
| Norwegia      | 12      |
| Nowa Zelandia | 1       |

| Kraj              | Pozycja |
| ----------------- | ------- |
| Portugalia        | 11      |
| Stany Zjednoczone | 1       |
| Szwajcaria        | 1       |
| Szwecja           | 18      |
| Tajwan            | 1       |
| Wielka Brytania   | 27      |
| Włochy            | 6       |

| Kraj              | Wydawca | Certyfikat |
| ----------------- | ------- | ---------- |
| Australia         | ARIA    | złoto      |
| Kanada            | CRIA    | złoto      |
| Stany Zjednoczone | RIAA    | złoto      |
| Tajwan            | RIT     | 2x platyna |
| Wielka Brytania   | BPI     | złoto      |

Sprzedaż: 1 291 834 (2024)

## Daty wydania
| Państwo           | Data              | Wytwórnia       | Informacje dodatkowe  |
| ----------------- | ----------------- | --------------- | --------------------- |
| Niemcy            | 19 listopada 2010 | Sony Music      | światowa premiera     |
| Polska            | 22 listopada 2010 | Sony Music      | edycja limitowana     |
| Stany Zjednoczone | 22 listopada 2010 | RCA Records     | —                     |
| Wielka Brytania   | 22 listopada 2010 | RCA Records     | —                     |
| Włochy            | 22 listopada 2010 | RCA Records     | —                     |
| Nowa Zelandia     | 29 listopada 2010 | Sony Music      | —                     |
| Brazylia          | 14 grudnia 2010   | Sony Music      | —                     |
| Polska            | 7 lutego 2011     | Sony Music      | generalna premiera    |
| Stany Zjednoczone | 13 września 2019  | Real Gone Music | wydanie specjalne: LP |